# Grieben Reiseführer

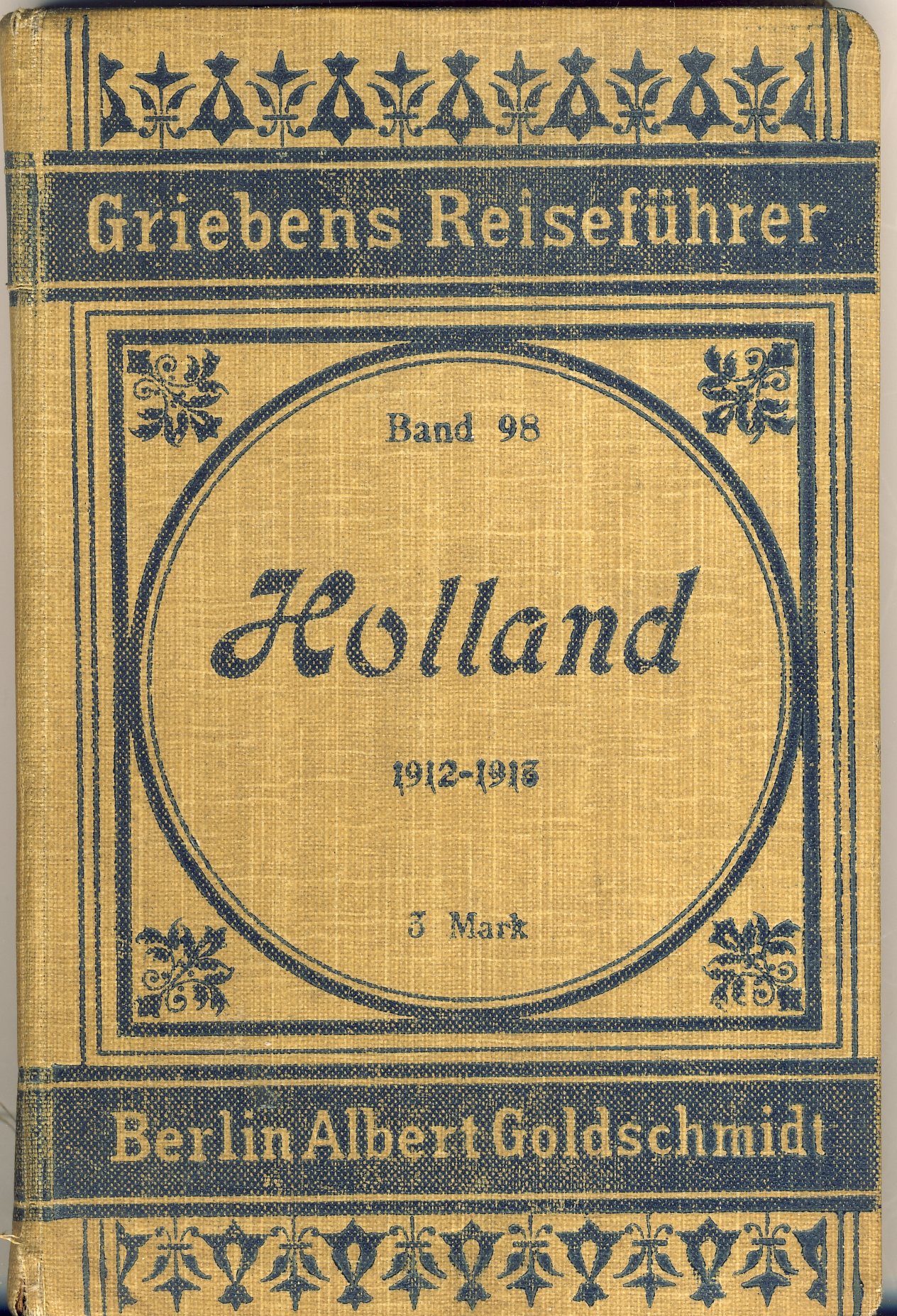
Titelseite eines Grieben Reiseführers aus dem Jahre 1912

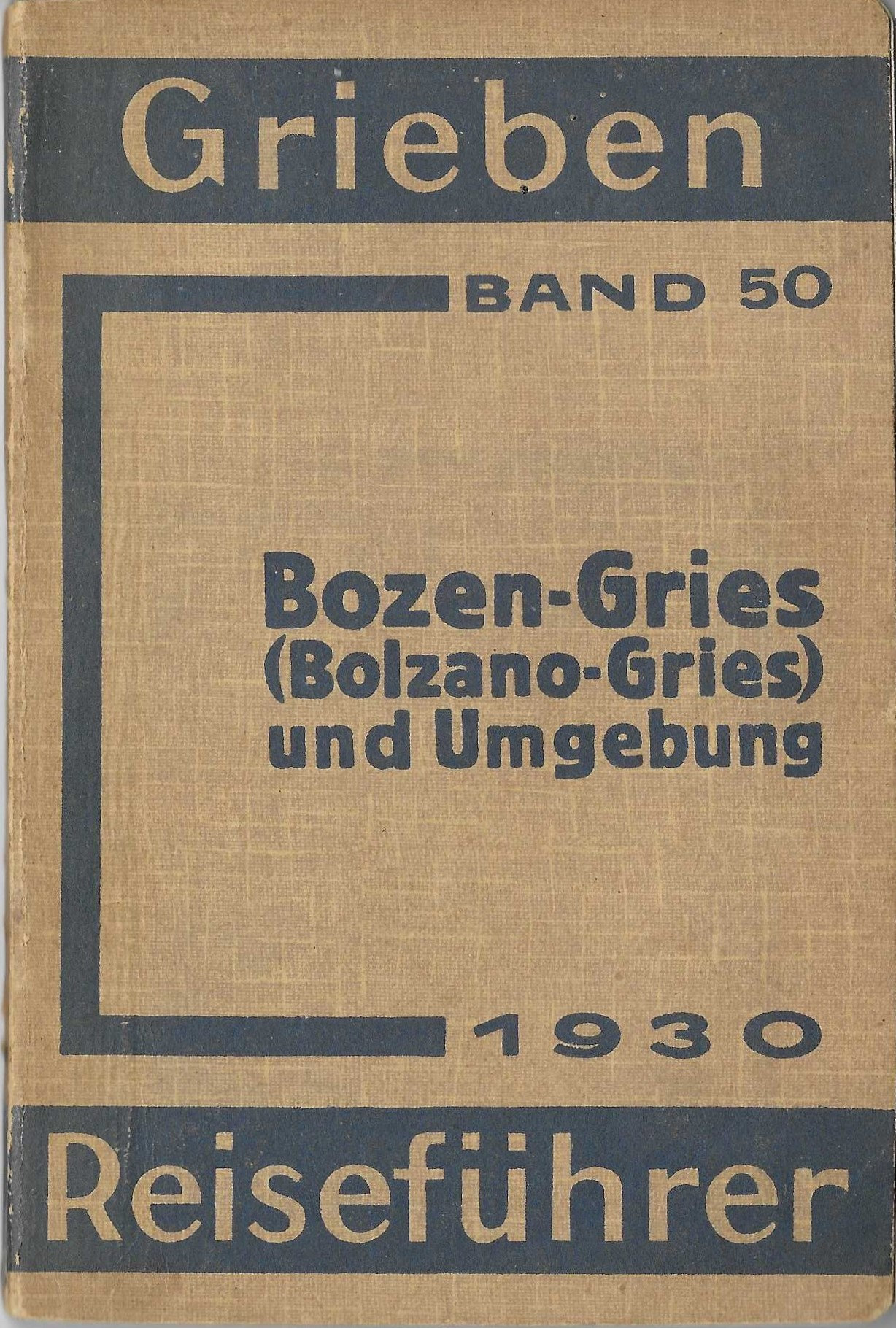
Umschlag des Grieben Reiseführers Band 50 von 1930 (Bozen-Gries und Umgebung)

Die Grieben Reiseführer, auch Griebens Reiseführer, waren eine Reihe deutschsprachiger Reiseführer, die für Deutschland und später für Europa erschienen.

## Geschichte
Theobald Grieben (1826–1914) gründete 1853 in Berlin den nach ihm benannten Verlag, dem er die aus dem Verlag von F. H. Morin übernommene Reiseliteratur zugrunde legte. Einen großen Teil der 1850 bis 1863 erschienenen 62 Bände von Griebens Reise-Bibliothek. Eine Sammlung praktischer Reisehandbücher mit Reisekarten und Städteplänen hat Grieben nach eigenen Reiseerfahrungen erarbeitet. 1863 verkaufte Grieben die Reiseführerreihe an den Albert Goldschmidt Verlag. 1921 wurde er in Grieben Verlag Albert Goldschmidt, ab 1932 in Grieben-Verlag GmbH umbenannt. Im Jahr 1939 wurde der Verlag zu Gunsten von Erich Kupfer arisiert. 1955 übernahm der Verlag Karl Thiemig aus München die Reihe und brachte sie im typischen und bekannten gelb-blauen Design heraus.
Die zunächst als Griebens Reise-Bibliothek bezeichnete Sammlung war durch ihre Zuverlässigkeit in Deutschland schnell bekannt, wurde beliebt und zu einem der wichtigsten Konkurrenten des Baedeker-Reiseführers. Im Unterschied zum Baedeker waren Grieben Reiseführer schon ab der Jahrhundertwende mit fotografischen Abbildungen ausgestattet. Zahlreiche Reisethemen erschienen, sie deckten kleinere Reisegebiete wie Landschaften, berühmte Reisewege, Städte und Kurorte ab. Einige Titel kamen auf mehr als 40 Auflagen, Berlin und Umgebung war der meistverkaufte: er erschien 1941 in 73. Auflage.
Dabei lag der Hauptschwerpunkt auf praktischen Reisehinweisen und dem Bestreben, den Reisenden vorurteilslos zu führen. Die Sammlung wurde später in Griebens Reiseführer umbenannt, ergänzt durch die Ausgaben der Griebens Bildführer.
Die Reihe wurde in den 1970er Jahren auf über 250 Titel erweitert. Zuletzt erschien 1992 der Band Deutschland-Ost. Die neuen Bundesländer mit Metropole Berlin, womit die Reihe eingestellt wurde. Viele historische Ausgaben werden von der Deutschen Nationalbibliothek als elektronische Reproduktionen zur Verfügung gestellt.